# 山加朱美
山加 朱美（やまか あけみ、1953年（昭和28年）12月24日 - ）は日本のフリーアナウンサー。自由民主党所属の東京都議会議員（5期）。

## 経歴
兵庫県神戸市生まれ。父は調理師。弟が一人いる。
東京都立北高等学校、神田外語学院卒業。全日本空輸スチュワーデスを経てフリーアナウンサーの活動を開始。アナウンサーとして最初の仕事はTBSラジオの道路交通情報。
1977年（昭和52年）に文化放送『日野ミッドナイトグラフィティ 走れ!歌謡曲』（当時は「日野ダイナミックスコープ」）パーソナリティーとしてデビューし、「午前3時の白雪姫」と呼ばれる。この他NHK-FM『夕べのひととき』、文化放送『ニュース・レポート 世界は今』、TBSラジオ『野坂昭如のマッドナイト'80』『山加朱美のラブラブジョッキー』などでパーソナリティを務める。
フジテレビ『皇室ご一家』のレポーターを務め、1979年（昭和54年）に昭和天皇・皇后の北ヨーロッパ歴訪に、日本の報道機関として初の女性同行取材者となった。
社会福祉活動にも取り組み、発展途上国に対して子供たちに書籍・図書の寄付、あるいは使用済み郵便切手を活用して、身体障害者や海外飢餓救済などに取り組む。
1989年（平成元年）、不慮の事故により右下肢障害第4級の身体障害者手帳に認定され、車椅子生活を強いられるが、その経験を生かして、障害者福祉の活動に積極的に取り組み、2001年（平成13年）に行われた東京都議会議員選挙に初当選（練馬区選出）。主な活動として、ヘルプマークの提案者となった。平成29年の都議選で次点で落選。令和3年の都議選で返り咲き当選。令和7年の都議選で次点で落選。

## 出演番組
- 軽音楽をあなたに（NHK-FM放送）[1]
- 夕べのひととき（NHK-FM）
- 日野ダイナミックスコープ 走れ!歌謡曲（文化放送）[1]
- ニュース・レポート 世界は今（文化放送）
- 野坂昭如のマッドナイト'80（TBSラジオ）
- 山加朱美のラブラブジョッキー（TBSラジオ）[1]